# Guro Pettersen
Guro Pettersen, née le 22 août 1991 à Tromsø en Norvège, est une footballeuse internationale norvégienne. Elle joue au Stabæk au poste de gardienne de but.

## Biographie

### En club
Elle commence sa carrière à Fløya en 2008, avant de partir vers le sud en 2012 pour Stabæk et Vålerenga.
Elle attire l'attention des médias nationaux pour la première fois en tweetant qu'elle devrait montrer au manager de Stabæk "quelques-unes de mes autres qualités", afin de détrôner Ingrid Hjelmseth en tant que gardienne de but titulaire. Le tweet faisait allusion au fait que le manager de Stabæk aurait eu une liaison amoureuse avec l'une des autres joueuses. Selon les journaux, Pettersen attire l'attention à son insu parce qu'elle a été piratée,. Elle est immédiatement approchée par des magazines masculins pour des séances de photos. Elle affirme ensuite que les animateurs d'un podcast sur le football dont elle était l'invitée lui ont demandé si elle avait déjà couché avec un footballeur professionnel de sexe masculin. Le podcast n'a jamais été diffusé. Pettersen participe à des débats sur l'inégalité des sexes dans le football.
À l'hiver 2017, pendant l'intersaison norvégienne, elle est prêtée au club danois Fortuna Hjørring pour le reste de l'Elitedivisionen 2016-2017. Elle est mise sur le banc à deux reprises lors de la Ligue des champions 2016-2017, mais ne s'impose pas à Hjørring. Elle est prêtée à Arna-Bjørnar pour le reste de l'année 2017.
Avant la saison 2020, elle rejoint le club suédois du Piteå IF. Elle décide de changer de club afin de se frayer un chemin jusqu'à l'équipe nationale norvégienne.
En mai 2021, Pettersen inscrit un but pour Piteå, en dégageant le ballon depuis le milieu de terrain. À la fin de la saison, elle reçoit le prix du but de l'année dans la Damallsvenskan 2021. À l'époque, la vidéo du but sur Twitter avait été visionnée 100 000 fois. Elle quitte cependant Piteå à la fin de la saison pour entamer sa troisième saison en Vålerenga.

### En équipe nationale
Entre 2007 et 2014, elle joue dans les catégories d'âge des équipes nationales norvégiennes.
Elle est appelée plusieurs fois dans les années 2010, mais pour la dernière fois en 2015, avant que Martin Sjögren ne prenne la tête de l'équipe. Elle est finalement appelée en équipe nationale en septembre 2020. En 2010 et 2021, elle est 9 fois sur le banc en équipe nationale.